# Annaberg (Baixa Áustria)
Annaberg é um município da Áustria localizado no distrito de Lilienfeld, no estado de Baixa Áustria.